# Gmina Prrenjas
Gmina Prrenjas (alb. Bashkia Prrenjas) – gmina miejska położona w środkowej części Albanii. Administracyjnie należy do okręgu Librazhd w obwodzie Elbasan. W 2011 roku populacja gminy wynosiła 5847 osób w tym 2936 kobiety oraz 2911 mężczyzn, z czego Albańczycy stanowili 90,46% mieszkańców, Arumunii 0,15%, a Macedończycy 0,12%.
W skład gminy wchodzi trzy miejscowości: Prrenjas, Fshat Prrenjas, Rashtan.